# Pico de Orizaba
Pico de Orizaba eller Citlaltépetl på nahuatl är Mexikos högsta berg med en höjd på 5 700 m över havet. Vulkanen är passiv; det senaste utbrottet ägde rum 1687. Från bergets topp har man utsikt över mexikanska golfen och över Mexikos andra och tredje högsta berg - Popocatepetl och Iztaccihuatl. I närheten av Pico de Orizaba ligger staden Orizaba.